# Владимир Наумов
Владимир Анастасов Наумов е български композитор и музикален аранжор, създател на текстове за поп музика. Прави едни от първите поп обработки на фолклорни песни, автор е на детски песни и приказки за деца. Член е на Съюза на българските композитори.

## Биография
Роден е на 30 март 1954 г. във Варна. Син е на известния български композитор Анастас Наумов – фолклорист и диригент. Завършва Националното музикално училище, след което и Националната музикална академия в София със специалност ударни инструменти в класа на проф. Добри Палиев.
Професионалната си кариера започва с композиране на забавна музика и още първата му песен „Не съжалявам“, в изпълнение на Росица Ганева, печели Първа награда на „Младежкия конкурс за забавна песен“ през 1975 г.
В края на 70-те години търсенията му са насочени към съчетаване на българската фолклорна мелодика със звучностите на поп музиката. Тогава прави едни от най-популярните обработки на фолклорни творби: „Петруно, пиле шарено“, „Джоре Дос“, „Пустоно лудо и младо“, „Даньова мама“, „Кане моме“, „Рипни Калинке“ и др.
През 80-те години е ръководител на емблематичната вокална група „Сребърни звезди“ към Ансамбъла на българската армията. Тогава житейският му път се пресича професионално с поп певицата Елвира Георгиева (www.elvira-bg.com), за която създава над 100 песни, събрани в 9 албума („Елвира Георгиева – Златни хитове“; „На кафе“; „Борчо, Борчо“; „Няма да ти дам“; „Завръщане“; „Елвира – Най-хубавите песни“; голяма плоча „Елвира“; голяма плоча „Мечта за всички“; малка плоча „Елвира Георгиева“). Създава и една от първите рап песни „Рап съвет“, изпълнена от Елвира Георгиева. Част от най-популярните песни на музикалния тандем са: „Мечта за всички“ („Коминочистачът“), „Гора без листа“, „Тя“, „Завръщане“, „Коледна песничка“, „Възкресение“. Двамата печелят престижни награди на фестивали като „Златният Орфей“ и „Бургас и морето“.
Пише песни за Лили Иванова („Илюзия“), Васил Найденов („Може би ще дойда“), Михаил Йончев („Аз те търся в дъжда“), Нели Рангелова, Росица Ганева, групите „Стил“, „Сребърни звезди“, „Спринт“, и други. Работи и като студиен музикант – клавишни и ударни инструменти.
От 2017 г. Владимир Наумов започва да пише детски песни („Детски песнички с инструментали“) и издава два сборника с детски приказки, които освен в текст (книга) и аудио вариант (CD), са записани на флашпамет (USB) за първи път в България. (www.myartfaces.com)
Едни от последните му музикални вдъхновения са ремиксите към съвременни песни като: Falling from Mars, Tidal wave, Swim or Sink, Jai Guru, Shatterproof, и др.

## Творчество

### Наградени песни
- „Не съжалявам“ изп. Росица Ганева (Първа награда и награда на публиката 1975 г.) „Младежки конкурс за забавна песен“
- „Зимно море“, изп. Елвира Георгиева (Трета, награда, 1988 г.) „Бургас и морето“
- „Копнеж“, изп. Елвира Георгиева (Трета награда, 1997 г.) „Златният Орфей“

### Авторски обработки на народни песни
- „Петруно, пиле шарено“
- „Джоре дос“
- „Пустото лудо и младо“
- „Даньова мама“
- „Кане моме“
- „Рипни Калинке“
- „Девойко, мари, хубава“

### Популярни песни
- „Мечта за всички“ (Песен за Коминочистача) – изп. Елвира Георгиева, по стихове на Волен Николаев
- „Миг като вечност“ – изп. Тодор Върбанов, по стихове на Георги Константинов
- „Гора без листа“ изп. Елвира Георгиева, по стихове на Николай Цонев
- „Тя“, изп. Елвира Георгиева, по стихове на Владимир Наумов

## Родословие
|                            |                            |                            |                            | Наум Анастасов               |                              |                              |                              |                              |                              |                           |                           |                           |                           |                |                |                            |                            |                            |                            |                            |                            |  |  |  |  |  |  |  |  |  |  |
|                            |                            |                            |                            |                              |                              |                              |                              |                              |                              |                           |                           |                           |                           |                |                |                            |                            |                            |                            |                            |                            |  |  |  |  |  |  |  |  |  |  |
|                            |                            |                            |                            | Анастас Наумов (1861 – 1920) | Анастас Наумов (1861 – 1920) | Анастас Наумов (1861 – 1920) | Анастас Наумов (1861 – 1920) | Анастас Наумов (1861 – 1920) | Анастас Наумов (1861 – 1920) |                           |                           | Урания Наумова            | Урания Наумова            | Урания Наумова | Урания Наумова | Урания Наумова             | Урания Наумова             |                            |                            |                            |                            |  |  |  |  |  |  |  |  |  |  |
|                            |                            |                            |                            | Анастас Наумов (1861 – 1920) | Анастас Наумов (1861 – 1920) | Анастас Наумов (1861 – 1920) | Анастас Наумов (1861 – 1920) | Анастас Наумов (1861 – 1920) | Анастас Наумов (1861 – 1920) |                           |                           | Урания Наумова            | Урания Наумова            | Урания Наумова | Урания Наумова | Урания Наумова             | Урания Наумова             |                            |                            |                            |                            |  |  |  |  |  |  |  |  |  |  |
|                            |                            |                            |                            |                              |                              |                              |                              |                              |                              |                           |                           |                           |                           |                |                |                            |                            |                            |                            |                            |                            |  |  |  |  |  |  |  |  |  |  |
|                            |                            |                            |                            |                              |                              |                              |                              |                              |                              |                           |                           |                           |                           |                |                |                            |                            |                            |                            |                            |                            |  |  |  |  |  |  |  |  |  |  |
| Владимир Наумов (1892 – ?) | Владимир Наумов (1892 – ?) | Владимир Наумов (1892 – ?) | Владимир Наумов (1892 – ?) | Владимир Наумов (1892 – ?)   | Владимир Наумов (1892 – ?)   |                              |                              | Наум Анастасов               | Наум Анастасов               | Наум Анастасов            | Наум Анастасов            | Наум Анастасов            | Наум Анастасов            |                |                | Димитър Наумов (1893 – ?)  | Димитър Наумов (1893 – ?)  | Димитър Наумов (1893 – ?)  | Димитър Наумов (1893 – ?)  | Димитър Наумов (1893 – ?)  | Димитър Наумов (1893 – ?)  |  |  |  |  |  |  |  |  |  |  |
| Владимир Наумов (1892 – ?) | Владимир Наумов (1892 – ?) | Владимир Наумов (1892 – ?) | Владимир Наумов (1892 – ?) | Владимир Наумов (1892 – ?)   | Владимир Наумов (1892 – ?)   |                              |                              | Наум Анастасов               | Наум Анастасов               | Наум Анастасов            | Наум Анастасов            | Наум Анастасов            | Наум Анастасов            |                |                | Димитър Наумов (1893 – ?)  | Димитър Наумов (1893 – ?)  | Димитър Наумов (1893 – ?)  | Димитър Наумов (1893 – ?)  | Димитър Наумов (1893 – ?)  | Димитър Наумов (1893 – ?)  |  |  |  |  |  |  |  |  |  |  |
|                            |                            |                            |                            |                              |                              |                              |                              | Анастас Наумов (1928 – 2015) |                              |                           |                           |                           |                           |                |                |                            |                            |                            |                            |                            |                            |  |  |  |  |  |  |  |  |  |  |
|                            |                            |                            |                            |                              |                              |                              |                              |                              |                              |                           |                           |                           |                           |                |                |                            |                            |                            |                            |                            |                            |  |  |  |  |  |  |  |  |  |  |
|                            |                            |                            |                            |                              |                              |                              |                              | Владимир Наумов (р. 1954)    | Владимир Наумов (р. 1954)    | Владимир Наумов (р. 1954) | Владимир Наумов (р. 1954) | Владимир Наумов (р. 1954) | Владимир Наумов (р. 1954) |                |                | Елвира Георгиева (р. 1962) | Елвира Георгиева (р. 1962) | Елвира Георгиева (р. 1962) | Елвира Георгиева (р. 1962) | Елвира Георгиева (р. 1962) | Елвира Георгиева (р. 1962) |  |  |  |  |  |  |  |  |  |  |
|                            |                            |                            |                            |                              |                              |                              |                              | Владимир Наумов (р. 1954)    | Владимир Наумов (р. 1954)    | Владимир Наумов (р. 1954) | Владимир Наумов (р. 1954) | Владимир Наумов (р. 1954) | Владимир Наумов (р. 1954) |                |                | Елвира Георгиева (р. 1962) | Елвира Георгиева (р. 1962) | Елвира Георгиева (р. 1962) | Елвира Георгиева (р. 1962) | Елвира Георгиева (р. 1962) | Елвира Георгиева (р. 1962) |  |  |  |  |  |  |  |  |  |  |